# حاييم كوبيلمان
كان حاييم كوبيلمان (بالإنجليزية: Chaim Koppelman)‏ (17 نوفمبر عام 1920-6 ديسمبر عام 2009) فنانًا أمريكيًا ومدرسًا للفن، ومستشارًا في فلسفة الواقعية الجمالية. اشتهر باسم صانع اللوحات المطبوعة، عمل أيضًا في النحت ورسم اللوحات والرسومات. كان عضوًا في الأكاديمية الوطنية للتصميم منذ عام 1978، ورئيسًا لجمعية الفنانين التصويريين الأمريكيين التي منحته جائزة الإنجاز الدائم في عام 2004. أسس قسم فن طباعة اللوحات في مدرسة الفنون المرئية في عام 1959 ودرس هناك حتى عام 2007.
يعتبر كوبيلمان من أوائل من درسوا فلسفة الواقعية الجمالية، وهي فلسفة أسسها إيلي سيغل في عام 1941، وتقوم على مبدأ «كل الجمال من صنع الأضداد، وصنع الأضداد هو ما نريده في داخلنا». لخص هذا المبدأ فن كوبيلمان وعمله كمستشار في فلسفة الواقعية الجمالية. كتب كوبيلمان حول أهمية هذا المبدأ بالنسبة للفن والحياة: «أظهر إيلي سيغل أن ما يجعل العمل الفني جميلًا (وحدانية الأضداد) هو ما يريده كل فرد، كان ذلك أحد أقوى وأهم إنجازات العقل البشري».
يشتهر فن كوبيلمان بأصالته ومهارة أسلوبه وحس الفكاهة والقوة. يظهر في معظم المعارض الرئيسية بما في ذلك متحف نيويورك للفن الحديث، ومتحف غاغينهايم، ومتحف ويتني، ومتحف المتروبوليتان، ومكتبة نيويورك العامة، ومتحف بروكلين، ومتحف فيلادلفيا للفنون والمعرض الوطني، ومعهد سميثسونيان، ومتحف هيرشهورن، وحديقة النحت في العاصمة واشنطن، ومتحف فيكتوريا وألبرت في لندن. عرض معرض أُقيم في متحف نابليون في روما عامي 2011 و2012 أعماله أمام جمهور من مختلف الدول.

## نشأته ودراسته
ولد حاييم كوبيلمان في بروكلين في مدينة نيويورك، أبواه سام وسادي كوبيلمان اللذين تظهر صورهما في العديد من أعماله. رسم في سن التاسعة صورة نابليون في كتاب جغرافيا وصور الإمبراطورية التي حاول صنعها طوال حياته. بدأ دراسته للفن في محاضرات معهد إدارة تقدم الأعمال في متحف بروكلين في عام 1936، وأكمل دراسته في كلية بروكلين، والاتحاد التعليمي، ومدرسة الفنانين الأمريكيين. درس فن النحت لدى وليام كوس، والرسم التجريدي لدى كارل هولتي، والطباعة الحجرية لدى يوجين مورلي. درس النحت في رابطة طلاب الفن لدى خوسيه دي كريفت، والنقش لدى مارتن لويس، وويل بارنيت.
عمل كوبيلمان في متحف الرسم غير الموضوعي في الشارع رقم 54 في مانهاتن (والذي أصبح يعرف في ما بعد بمتحف غاغينهايم) في بداية الأربعينيات من القرن العشرين مع جاكسون بولوك، وروبرت دي نيرو الأب، ورولف سكارليت، ولوسيا أوتورينو، ووارد جاكسون. توجد لوحتان تجريديتان له باستخدام القلم والحبر في مجموعة غاغينهايم. أقيم أول معرض مسجل لأعماله في صالة لاونغ في مسرح في الشارع الثامن عام 1942، وشمل بعض الرسومات واللوحات والمنحوتات. أقام في العام التالي معرضًا منفردًا في معرض الخطوط العريضة في بيتسبرغ.

## الواقعية الجمالية والتطور الفني
بدأ كوبيلمان في عام 1940 حضور دروس شعرية لدى إيلي سيغل الشاعر والناقد الأمريكي، والذي كان أول من حظي باهتمام وطني في عام 1925 عندما فازت قصيدته (أيام حارة في مونتانا) بجائزة الشعر من صحيفة الأمة. ذكر سيغل أن هذه القصيدة نشأت لاحقًا من رؤيته في عام 1941 أن الواقعية الجمالية أصبحت فلسفة الواقع، وأن «حل النزاع النفسي يشبه صنع الأضداد في الفن». يرى كوبيلمان أن سيغل كان «الفيلسوف الأكثر أهمية في القرن العشرين، وربما على مر العصور».

## تأثيره في المجتمع الفني
كان كوبيلمان في أوائل الخمسينيات عضوًا في مرسم ستانلي ويليام هايتر السابع عشر في نيويورك. عمل في وقت لاحق في ورشة عمل فن الطباعة التي أسسها روبرت بلاكبيرن وويل بارنيت. يدين بلاكبيرن إلى كوبيلمان بإنقاذ ورشة العمل عندما واجه صعوبات مالية في عام 1956 من خلال تحويلها إلى سبعة فنانين أعضاء متعاونين مع التزامات سنوية يقدمونها لإبقاء أبواب الورشة مفتوحة.
كان بلاكبيرن، وشايم، ودوروثي كوبيلمان، وليو كاتز -رئيس المرسم السابع عشر بعد هايتر-، من بين الفنانين الذين حضروا مؤتمرات الجمال ومؤتمرات الأسئلة الفنية التي أقامها إيلي سيغل، وهي دروس ناقش فيها الأعمال الحالية للفنانين المعاصرين مع الفنانين والجمهور المشارك. وكتب كوبيلمان لاحقًا: «شجع عمق المناقشات التي دارت الفنانين على أن يفهموا بشكل أعمق الفكرة التي يدورعملهم حولها وما هو مرادهم».
افتتح معرض التضاريس في عام 1955 وكانت دوروثي كوبيلمان المدير المؤسس. كانت دوروثي وشايم كوبيلمان منسقة الطباعة مسؤولتان عن المعارض المطبوعة الكبرى، التي احتوت أعمال روي ليختنشتاين،
وكلايس أولدنبورغ، وأليكس كاتز، وآد راينهارت، وفاي لانزنر، وجون فون ويتشت، وليونارد باسكين، وروبرت كونوفر، وويل بارنت، وهارولد كريسل، وفينسنت لونغو، وآخرون. كان شعار معرض التضاريس عبارة عن كلمة لسيغل: «في الواقع تكون الأضداد واحدة، ويظهر الفن ذلك». بعد إتمام العرض الفردي لمعرض تضاريس كان لكل من شايم ودوروثي كوبيلمان أعمال مضمنة في معرض (اللوحات الحديثة في الولايات المتحدة الأمريكية: الشخصيات) في عام 1962 في متحف الفن الحديث.
افتتح كوبيلمان الاستوديو الخاص به وورشة الرسم في عام 1964، في شارع بروم رقم 498، وكان أول من أقام مرسمه في غرفة علوية. ظلت ورشة العمل هذه مفتوحة لأكثر من أربعين عامًا، وقد استخدمت ودُعمت من قبل العديد من الفنانين منهم مايكل ديكابريو، وسالي برودي، وكارل شيشيدو، ورينولدز تينيزياس، وغيرهم.
استضاف معرض التضاريس في عام 1967 معرضًا استفاد منه الأطفال الفيتناميون الذين يعانون من حروق النابالم والشلل. حملت كل أعمال الفنانين عنوان (الفن من أجل الحياة وضد الحرب في فيتنام) وشمل أعمال 105 من الرسامين والنحاتين وصانعي المطبوعات والمصورين.
نُقشت عبارة «ظلمنا يقع على فيتنام» مع طلاء معدني على مجموعة لوحات من متحف ويتني للفن الأمريكي ومتحف بروكلين. ووصفت بأنها «عبارة سياسية حادة» في صحيفة نيويورك تايمز.

## التدريس والكتابة وأعماله الأخيرة
أسس كوبيلمان في عام 1959 قسم الطباعة في كلية الفنون البصرية، حيث درس حتى عام 2007. عمل أيضًا في الأكاديمية الوطنية، وجامعة نيويورك، وجامعة نيويورك في نيو بالتز، ومدرسة رودس الإعدادية. أصبح في عام 1971 مستشارًا في هيئة التدريس في مؤسسة الواقعية الجمالية غير الربحية. قدم الاستشارات الفنية للفنانين وغيرهم، إذ علمهم أن الفن يجيب على أعمق سؤال في الحياة: كيف يكون المرء كاملًا من كونه عادلًا مع العالم الخارجي. درس الواقعية الجمالية لدى إيلي سيغل حتى عام 1978، ثم أكمل دراسته في الفصول الدراسية الاحترافية لدى إيلين ريس.
تتطرق كتاباته العلمية كمستشار في فلسفة الواقعية الجمالية، والتي توضح العلاقة بين الفن والحياة لحياة وأعمال النحاتين أوغسطس سانت جودان، وجاك ليبشيتز، والرسامين رينيه ماغريت، وجورجيو دي شيريكو، وهنري ماتيس، ورامبرانت، وفرناند ليجيه، وأنري دي تولوز لوترك، ومازاتشو، والعديد من صناع فن الطباعة الأمريكي. وهو مؤلف كتاب (فن الطباعة) ومقالات عن أعمال بيكاسو، ودومييه، ومونك، وهوجرت، ودوين هانسون. توضح رسوماته كتاب سيغل (مرحبًا في ثوابت الواقعية الجمالية).
على الرغم من أنه معروف بأعماله باللونين الأبيض والأسود، لكن اهتمامه بالألوان اتخذ شكلًا جديدًا في السبعينيات عندما بدأ باستخدام الألوان في لوحاته. كان رسوماته تتجه بشكل متزايد لاحتواء الباستيل والألوان المائية بعد عام 1980.

## معرض صور

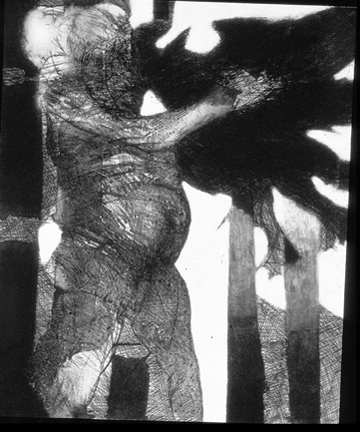
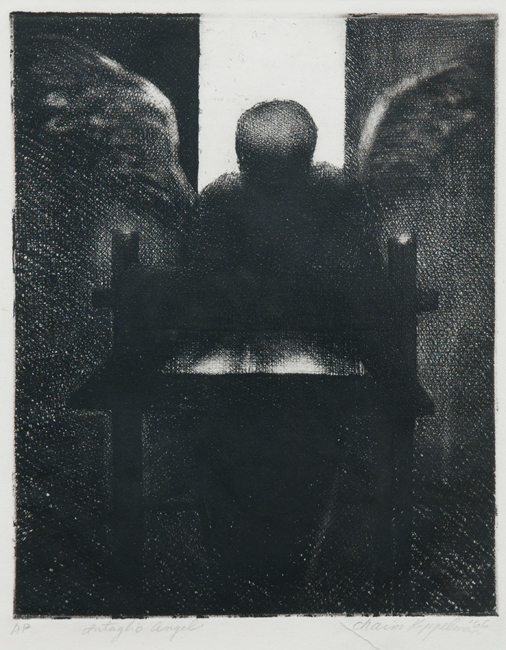
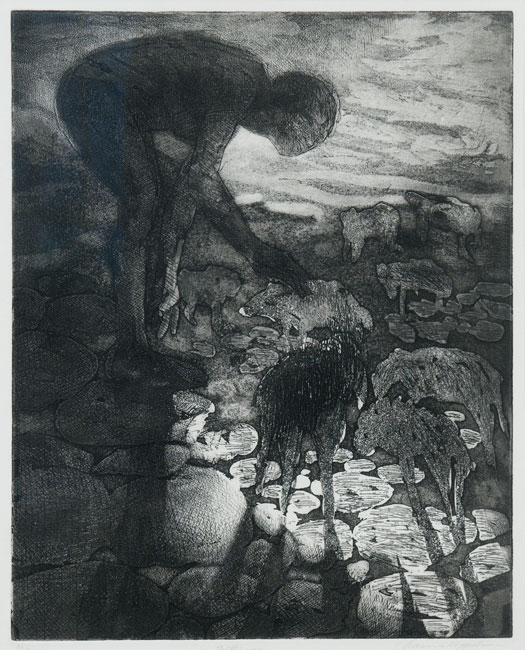
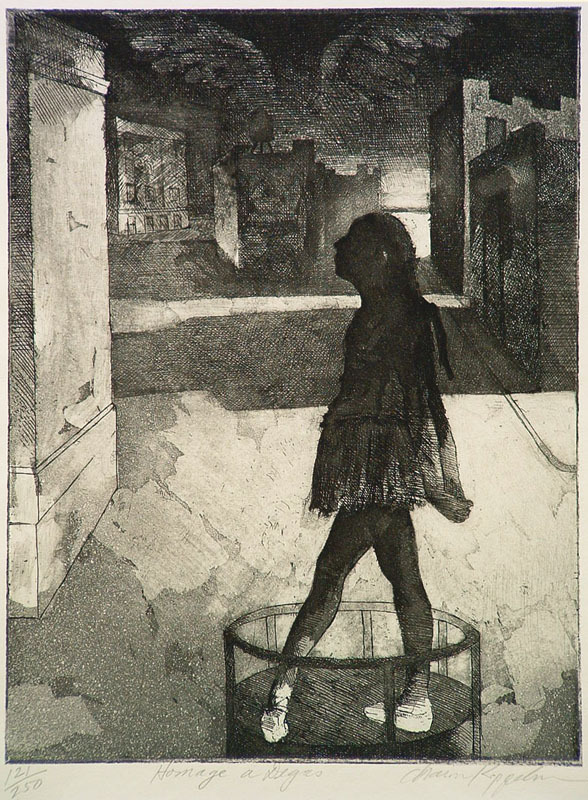